# Упаковка кругов в правильном треугольнике
Задача упаковки кругов в правильный треугольник — это задача упаковки, в которой требуется упаковать n единичных окружностей в наименьший правильный треугольник.  Оптимальные решения известны для n < 13 и для любого треугольного числа кругов. Имеются гипотезы для числа кругов n < 28.
Гипотеза Пала Эрдёша и Нормана Олера утверждает, что в случае, когда n является треугольным числом, оптимальная упаковка n − 1 и n кругов имеет одну и ту же длину стороны. То есть, согласно гипотезе, оптимальное решение для n − 1 кругов можно получить путём удаление одного круга из оптимальной шестиугольной упаковки n кругов.
Минимальные по длине стороны треугольника решения:
| Число кругов | Длина стороны треугольника                                                           |
| ------------ | ------------------------------------------------------------------------------------ |
| 1            | {\displaystyle 2{\sqrt {3}}} = 3.464...                                              |
| 2            | {\displaystyle 2+2{\sqrt {3}}} = 5.464...                                            |
| 3            | {\displaystyle 2+2{\sqrt {3}}} = 5.464...                                            |
| 4            | {\displaystyle 4{\sqrt {3}}} = 6.928...                                              |
| 5            | {\displaystyle 4+2{\sqrt {3}}} = 7.464...                                            |
| 6            | {\displaystyle 4+2{\sqrt {3}}} = 7.464...                                            |
| 7            | {\displaystyle 2+4{\sqrt {3}}} = 8.928...                                            |
| 8            | {\displaystyle 2+2{\sqrt {3}}+{\dfrac {2}{3}}{\sqrt {33}}} = 9.293...                |
| 9            | {\displaystyle 6+2{\sqrt {3}}} = 9.464...                                            |
| 10           | {\displaystyle 6+2{\sqrt {3}}} = 9.464...                                            |
| 11           | {\displaystyle 4+2{\sqrt {3}}+{\dfrac {4}{3}}{\sqrt {6}}} = 10.730...                |
| 12           | {\displaystyle 4+4{\sqrt {3}}} = 10.928...                                           |
| 13           | {\displaystyle 4+{\dfrac {10}{3}}{\sqrt {3}}+{\dfrac {2}{3}}{\sqrt {6}}} = 11.406... |
| 14           | {\displaystyle 8+2{\sqrt {3}}} = 11.464...                                           |
| 15           | {\displaystyle 8+2{\sqrt {3}}} = 11.464...                                           |

Близкая задача — покрытие правильного треугольника заданным числом кругов с как можно меньшим радиусом.